# (10689) Pinillaalonso
(10689) Pinillaalonso est un astéroïde de la ceinture principale.

## Description
(10689) Pinillaalonso est un astéroïde de la ceinture principale. Il fut découvert le 28 février 1981 à l'observatoire de Siding Spring par Schelte J. Bus. Il présente une orbite caractérisée par un demi-grand axe de 3,22 UA, une excentricité de 0,08 et une inclinaison de 22,0° par rapport à l'écliptique.